# 龙头沙窑遗址
龙头沙窑遗址，位于中国广东省湛江市廉江市车板镇龙头沙村，为湛江市廉江市的一个市级文物保护单位，类型为古遗址，公布时间为1987年12月1日。
龙头沙窑遗址的历史年代为唐、宋。